# Gare de Gouy-lez-Piéton
La gare de Gouy-lez-Piéton est une gare ferroviaire belge de la ligne 117, de Braine-le-Comte à Luttre située à Gouy-lez-Piéton sur la commune de Courcelles dans la province de Hainaut en Région wallonne.
Elle est mise en service en 1847 par l'administration des chemins de fer de l'État belge. Depuis la fermeture du bâtiment aux voyageurs, c'est un point d'arrêt non gardé (PANG) à accès libre de la Société nationale des chemins de fer belges (SNCB) desservi par des trains Suburbains (S).

## Situation ferroviaire
La gare de Gouy-lez-Piéton, est située au point kilométrique (pk) 21,500 de la ligne 117, de Braine-le-Comte à Luttre, entre les gares de Godarville et de Pont-à-Celles. 

## Histoire
La halte de Gouy-lez-Piéton est mise en service le 7 juin 1847 par l'administration des chemins de fer de l’État belge. Le bâtiment des recettes est exhaussé en 1859. Le 18 juin 1862 dans la salle d'attente de la gare de Bruxelles-Nord a lieu l'adjudication publique du nouveau bâtiment des recettes, de trottoirs (quais), d'un auvent (marquise) et d'un pavillon pour les sanitaires ; il est réaménagé et doté d'annexes en 1889. Comme à Pont-à-Celles, il s'agit d'un bâtiment de gare "à pignons à redents" correspondant au premier type de gare construit en de nombreux exemplaires sur le réseau de l’État belge. Les pignons transversaux mais aussi ceux en surplomb des quatre baies de l'étage employaient une disposition en gradins d'inspiration néo-renaissance flamande. Ces décorations ont été retirées au cours du XXe siècle.
À l'abandon, le bâtiment de la gare, que la commune espérait voir réhabilité, est démoli en 2022.

## Service des voyageurs

### Accueil
C'est un point d'arrêt non gardé (PANG) à accès libre. L'achat des tickets s'effectue un automate de vente et la traversée des voies s'effectue par le passage à niveau.

### Desserte
Gouy-lez-Piéton est desservie par des trains Suburbains (S62) de la SNCB qui effectuent des missions sur la ligne commerciale 117 (voir brochure de la ligne 117).
En semaine, la desserte comprend des trains de la ligne S62 du RER de Charleroi reliant Luttre à Charleroi-Central via La Louvière (toutes les heures), ainsi que deux trains S62 supplémentaires aux heures de pointe : un reliant Luttre à La Louvière-Sud le matin et un de Luttre à Manage l’après-midi.
Les week-ends et jours fériés, des trains L de Charleroi-Central à La-Louvière-Centre via Luttre, repartant ensuite vers Charleroi-Central via la ligne 112, desservent Gouy-lez-Piéton toutes les deux heures.

Installations
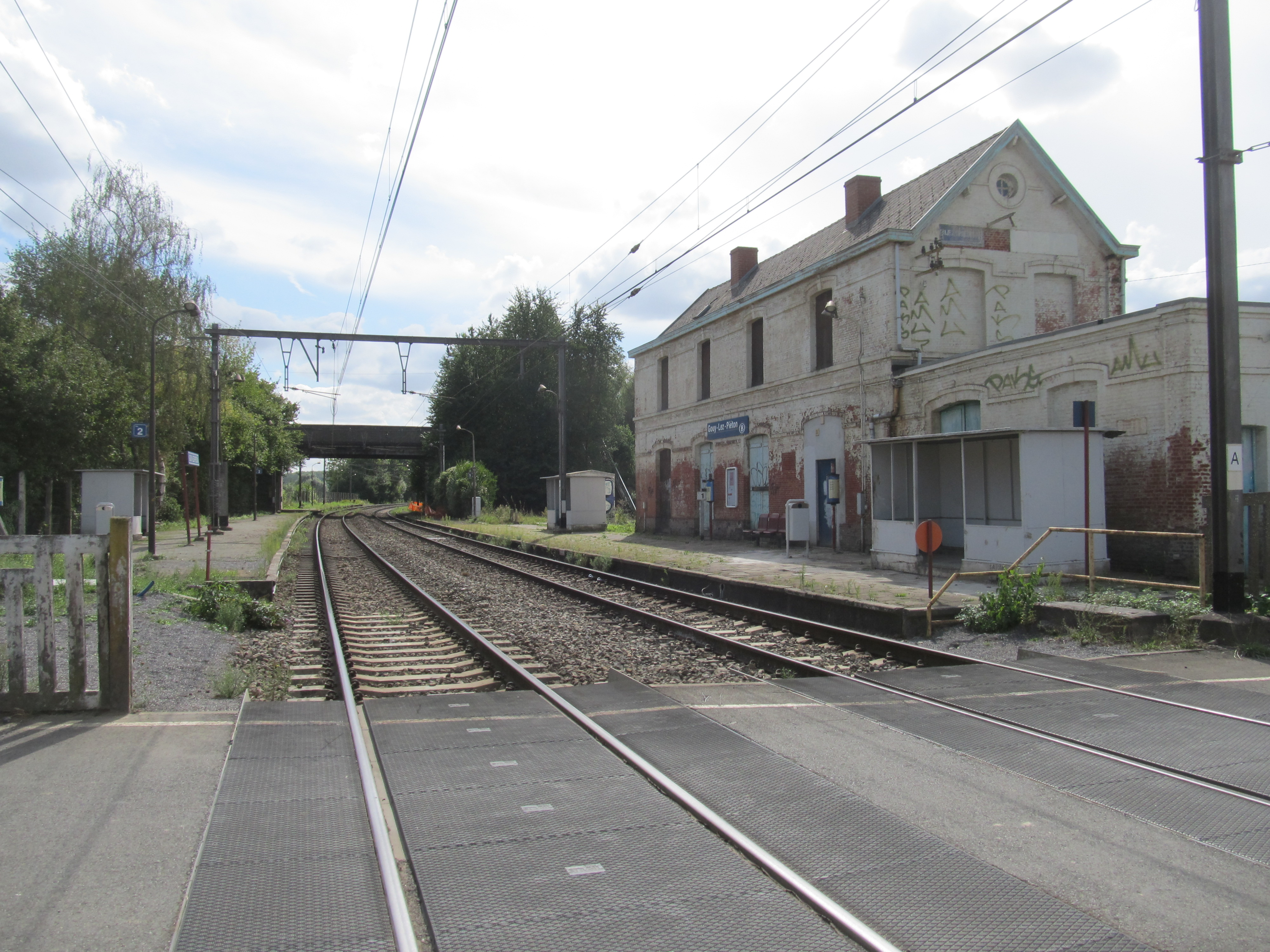
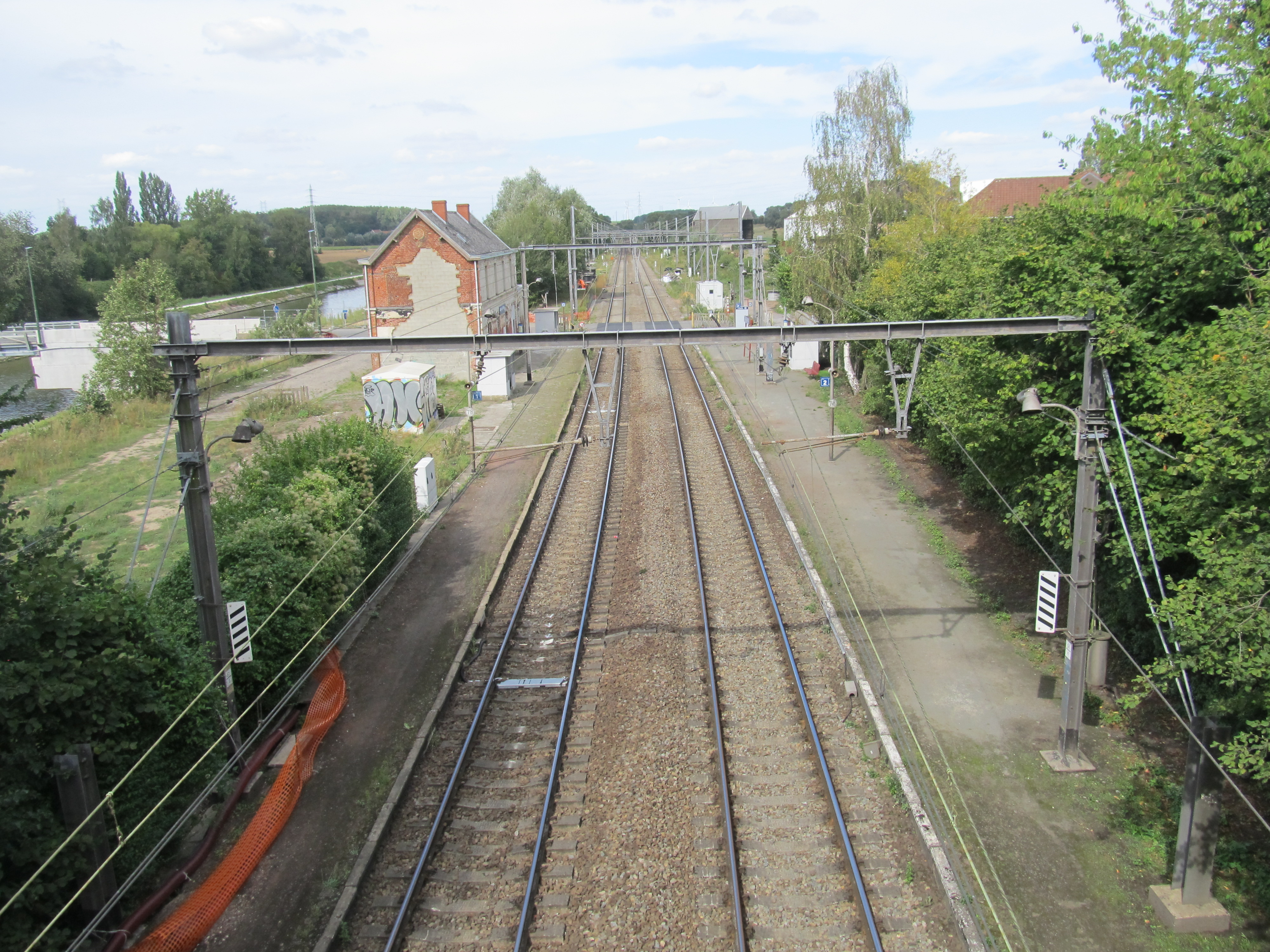
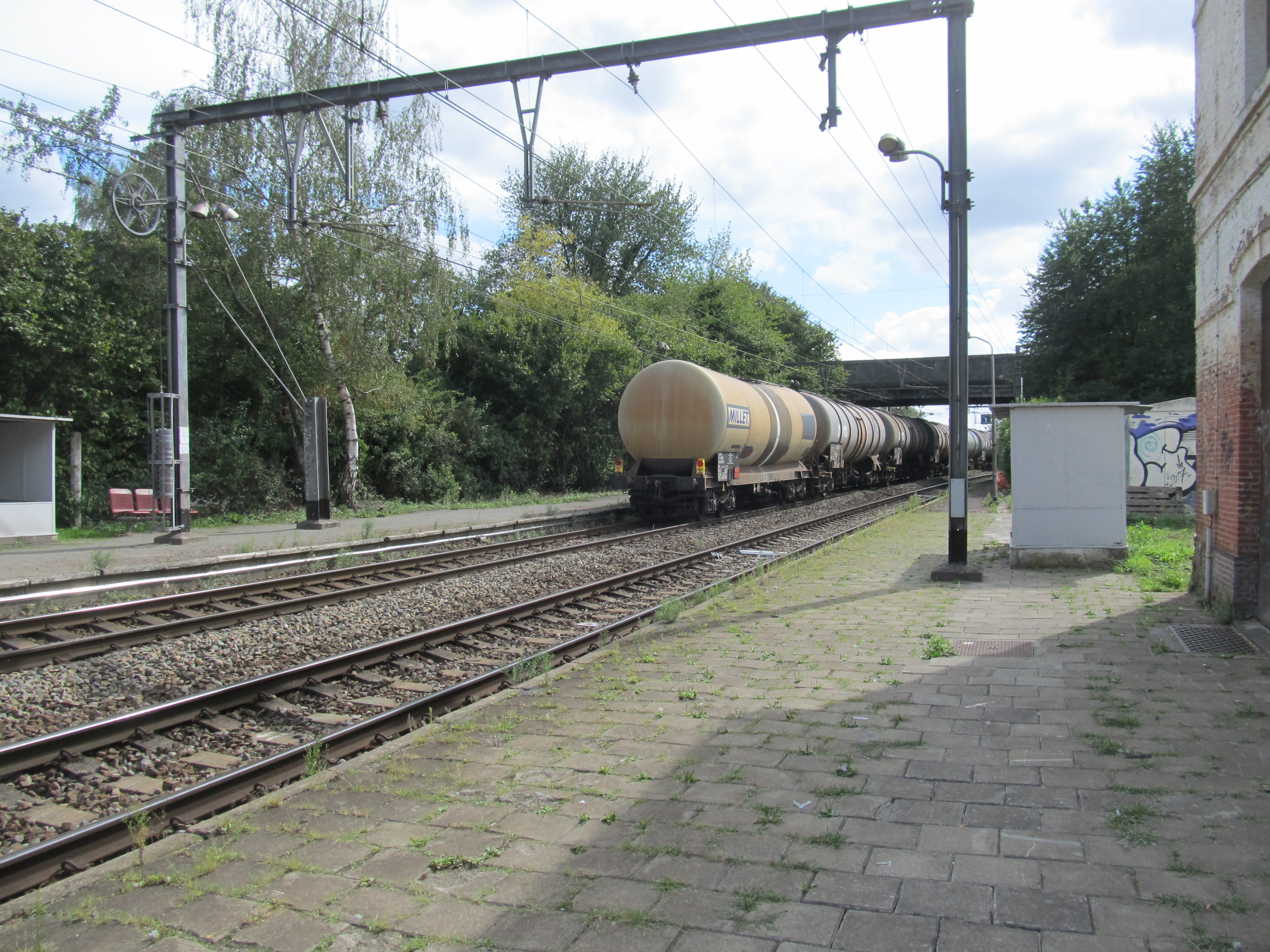

## Comptage voyageurs
Le graphique et le tableau montrent le nombre de passagers qui en moyenne embarquent durant la semaine, le samedi et le dimanche.
| Nombre de voyageurs qui embarquent à la gare de Gouy-lez-Piéton | Nombre de voyageurs qui embarquent à la gare de Gouy-lez-Piéton | Nombre de voyageurs qui embarquent à la gare de Gouy-lez-Piéton | Nombre de voyageurs qui embarquent à la gare de Gouy-lez-Piéton |
|                                                                 | Semaine                                                         | Samedi                                                          | Dimanche                                                        |
| --------------------------------------------------------------- | --------------------------------------------------------------- | --------------------------------------------------------------- | --------------------------------------------------------------- |
| 1977                                                            | 166                                                             | 17                                                              | 12                                                              |
| 1978                                                            | 175                                                             | 28                                                              | 22                                                              |
| 1979                                                            | 173                                                             | 27                                                              | 14                                                              |
| 1980                                                            | 129                                                             | 31                                                              | 30                                                              |
| 1981                                                            | 144                                                             | 30                                                              | 30                                                              |
| 1982                                                            | 193                                                             | 29                                                              | 23                                                              |
| 1983                                                            | 198                                                             | 16                                                              | 27                                                              |
| 1984                                                            | 145                                                             | 25                                                              | 22                                                              |
| 1985                                                            | 164                                                             | 38                                                              | 27                                                              |
| 1986                                                            | 121                                                             | 25                                                              | 22                                                              |
| 1987                                                            | 110                                                             | 28                                                              | 19                                                              |
| 1988                                                            | 135                                                             | 53                                                              | 40                                                              |
| 1989                                                            | 112                                                             | 30                                                              | 26                                                              |
| 1990                                                            | 142                                                             | 45                                                              | 36                                                              |
| 1991                                                            | 148                                                             | 54                                                              | 27                                                              |
| 1992                                                            | 162                                                             | 59                                                              | 36                                                              |
| 1993                                                            | 140                                                             | 41                                                              | 44                                                              |
| 1994                                                            | 137                                                             | 35                                                              | 18                                                              |
| 1995                                                            | 116                                                             | 28                                                              | 18                                                              |
| 1996                                                            | 143                                                             | 26                                                              | 36                                                              |
| 1997                                                            | 106                                                             | -                                                               | -                                                               |
| 1998                                                            | 173                                                             | 28                                                              | 43                                                              |
| 1999                                                            | 161                                                             | 23                                                              | 16                                                              |
| 2000                                                            | 177                                                             | 30                                                              | 29                                                              |
| 2001                                                            | 147                                                             | 20                                                              | 12                                                              |
| 2002                                                            | 143                                                             | 17                                                              | 10                                                              |
| 2003                                                            | 149                                                             | 19                                                              | 16                                                              |
| 2004                                                            | 134                                                             | 15                                                              | 12                                                              |
| 2005                                                            | 139                                                             | 18                                                              | 12                                                              |
| 2006                                                            | 189                                                             | 34                                                              | 20                                                              |
| 2007                                                            | 158                                                             | 17                                                              | 18                                                              |
| 2008                                                            | -                                                               | -                                                               | -                                                               |
| 2009                                                            | 145                                                             | 16                                                              | 19                                                              |
| 2010                                                            | -                                                               | -                                                               | -                                                               |
| 2011                                                            | -                                                               | -                                                               | -                                                               |
| 2012                                                            | 163                                                             | 22                                                              | 13                                                              |
| 2013                                                            | 186                                                             | 14                                                              | 11                                                              |
| 2014                                                            | 183                                                             | 18                                                              | 12                                                              |
| 2015                                                            | 135                                                             | 15                                                              | 6                                                               |
| 2016                                                            | 117                                                             | 10                                                              | 7                                                               |
| 2017                                                            | 93                                                              | 27                                                              | 10                                                              |
| 2018                                                            | 86                                                              | 17                                                              | 18                                                              |
| 2019                                                            | 109                                                             | 15                                                              | 13                                                              |
| 2020                                                            | 56                                                              | 14                                                              | 16                                                              |
| 2021                                                            | -                                                               | -                                                               | -                                                               |
| 2022                                                            | 93                                                              | 28                                                              | 18                                                              |
| 2023                                                            | 107                                                             | 50                                                              | 21                                                              |
| 2024                                                            | 102                                                             | 28                                                              | 20                                                              |

## Patrimoine ferroviaire
En mauvais état depuis la fermeture des guichets, le bâtiment d'origine a été démoli le 13 décembre 2022. Il avait perdu sa marquise en fonte et ses pignons à redents avant même sa désaffectation.

L'ancien bâtiment de la gare
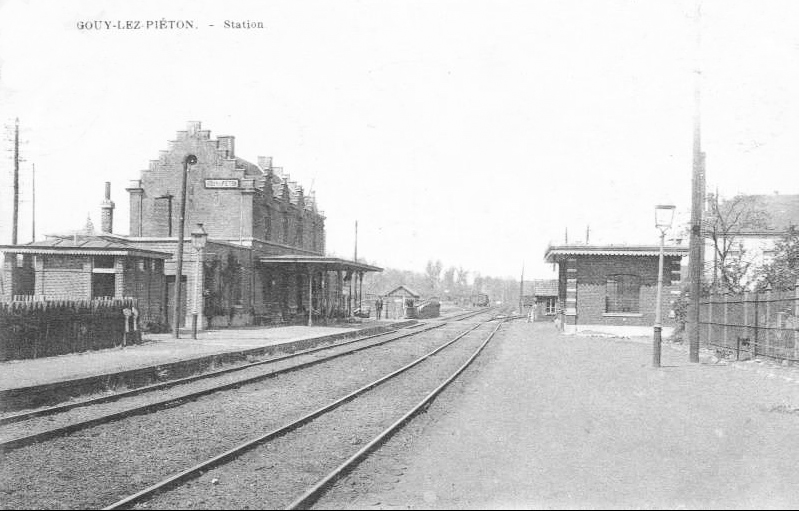
vers 1910.
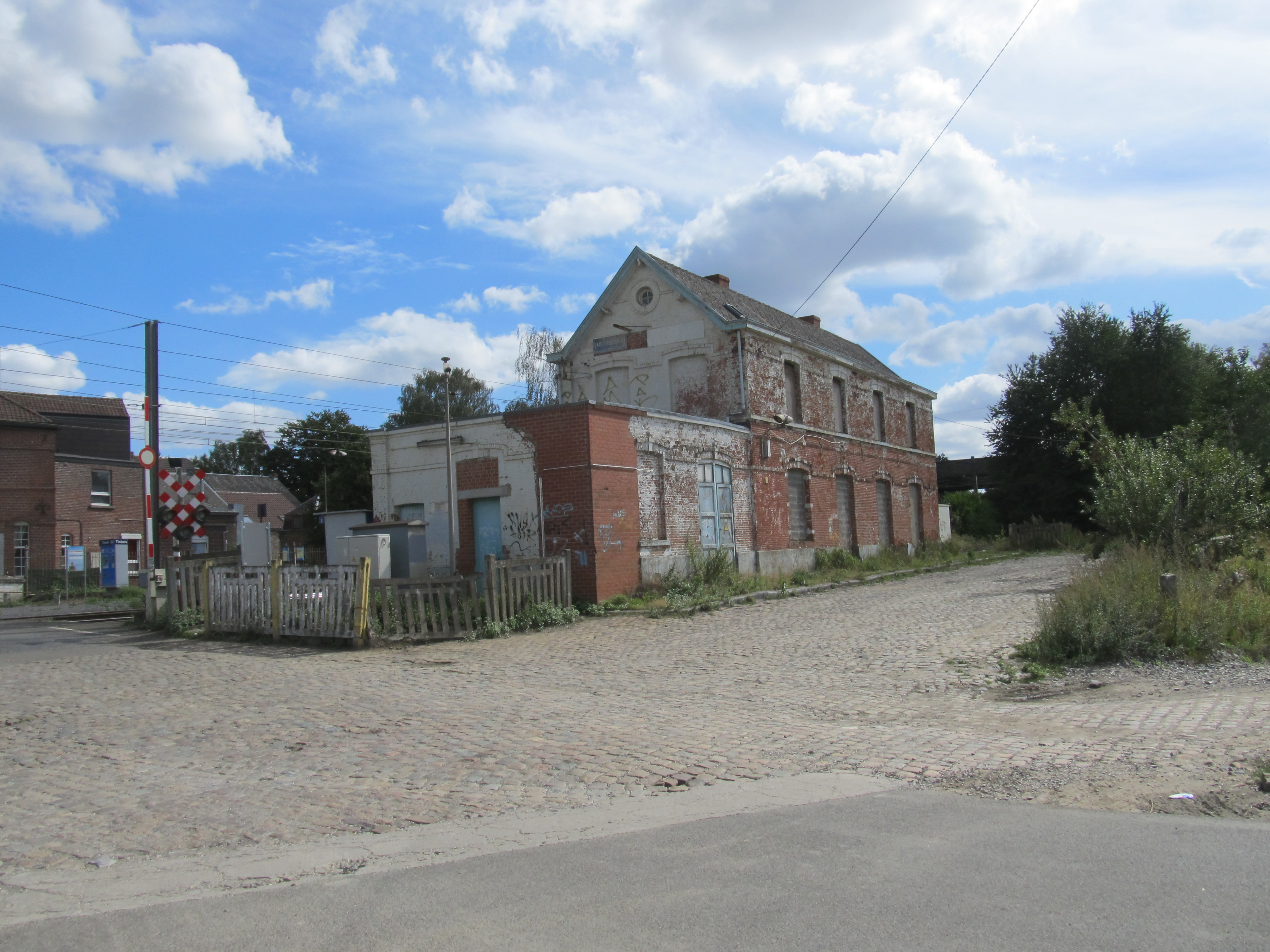
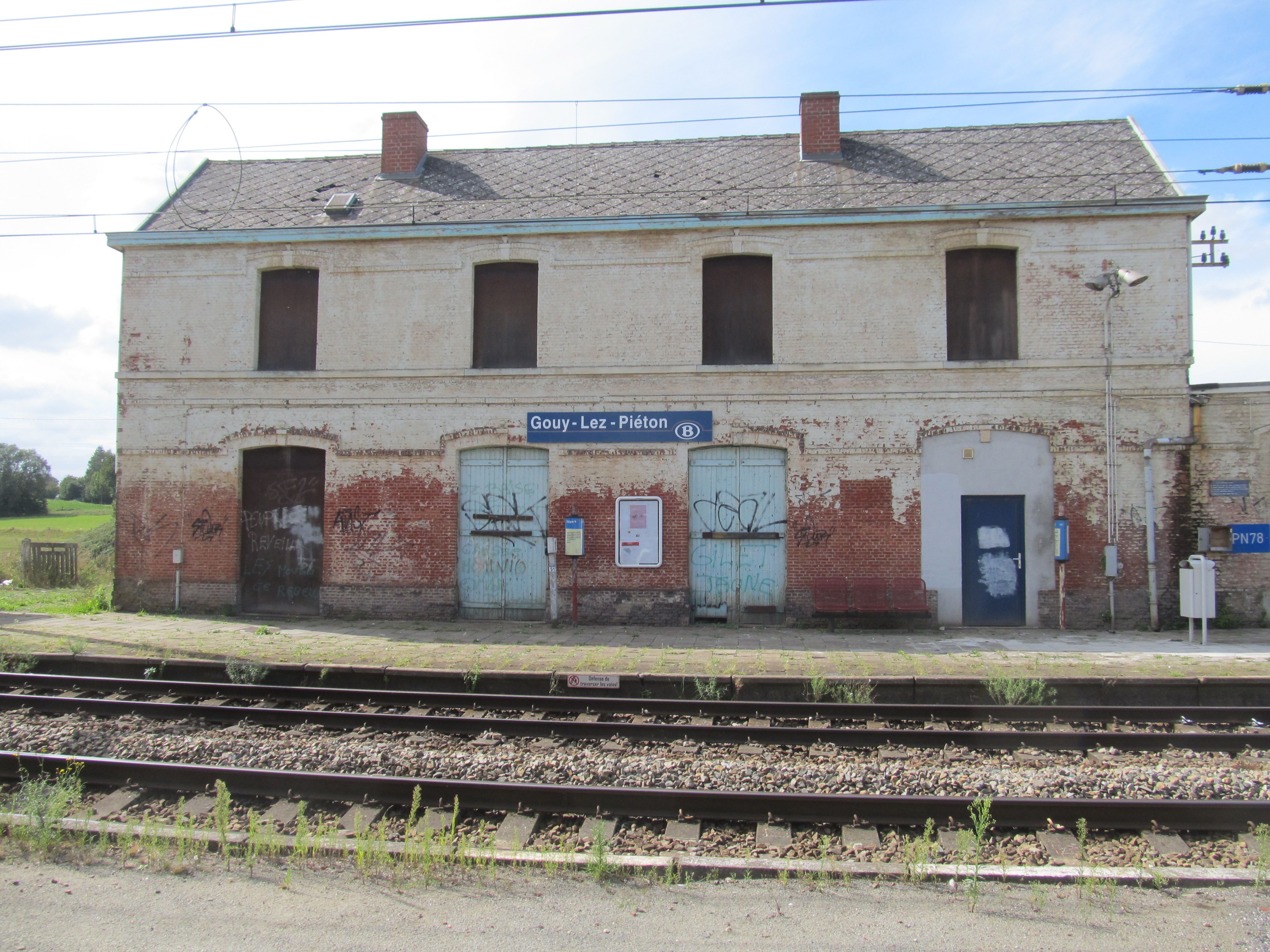